# Port Everglades
Port Everglades, es un puerto marítimo en Fort Lauderdale, Florida, ubicado en el condado de Broward. Port Everglades es uno de los centros económicos más importantes del sur de la Florida, ya que es la puerta de entrada tanto para el comercio internacional como para las vacaciones en crucero. En 2018, Port Everglades se clasificó como el tercer puerto de cruceros más ocupado del mundo, con más de 3.8 millones de pasajeros. También fue el puerto de contenedores más ocupado en Florida y el décimo más ocupado en los Estados Unidos, moviendo más de 1 millón de TEU al año.
El puerto también es el principal puerto marítimo del sur de la Florida para la importación de productos derivados del petróleo, incluida la gasolina, el combustible para reactores y los combustibles alternativos. El puerto sirve como puerto principal de almacenamiento y distribución de productos refinados de petróleo. Port Everglades distribuye combustible a 12 condados de Florida. Port Everglades también es reconocido como un puerto favorito de la libertad de la Marina de los Estados Unidos. Con una profundidad de 43 pies (13 m) (en aguas medias), Port Everglades es actualmente el puerto más profundo de los Estados Unidos (Océano Atlántico) al sur de Norfolk, Virginia.
El Departamento de Port Everglades es un fondo empresarial autosuficiente del gobierno del condado de Broward con ingresos operativos de aproximadamente $ 168 millones en el año fiscal 2018. El puerto no depende de los impuestos locales para las operaciones. El valor total de la actividad económica en Port Everglades es de aproximadamente $ 30 mil millones anuales. Aproximadamente 230,000 empleos en Florida se ven afectados por el Puerto, incluidas más de 13,000 personas que trabajan para compañías que brindan servicios directos a Port Everglades.
Port Everglades es el puerto marítimo número 1 en Florida por Ingresos, el puerto de contenedores número 1 en Florida. Port Everglades también fue el puerto de cruceros de varios días N.º 3 en el mundo con 846 llamadas de barcos y 3.8 millones de pasajeros en 2017, y el puerto de petróleo N.º 2 en Florida con 594 llamadas de barcos y 122.3 millones de barriles.

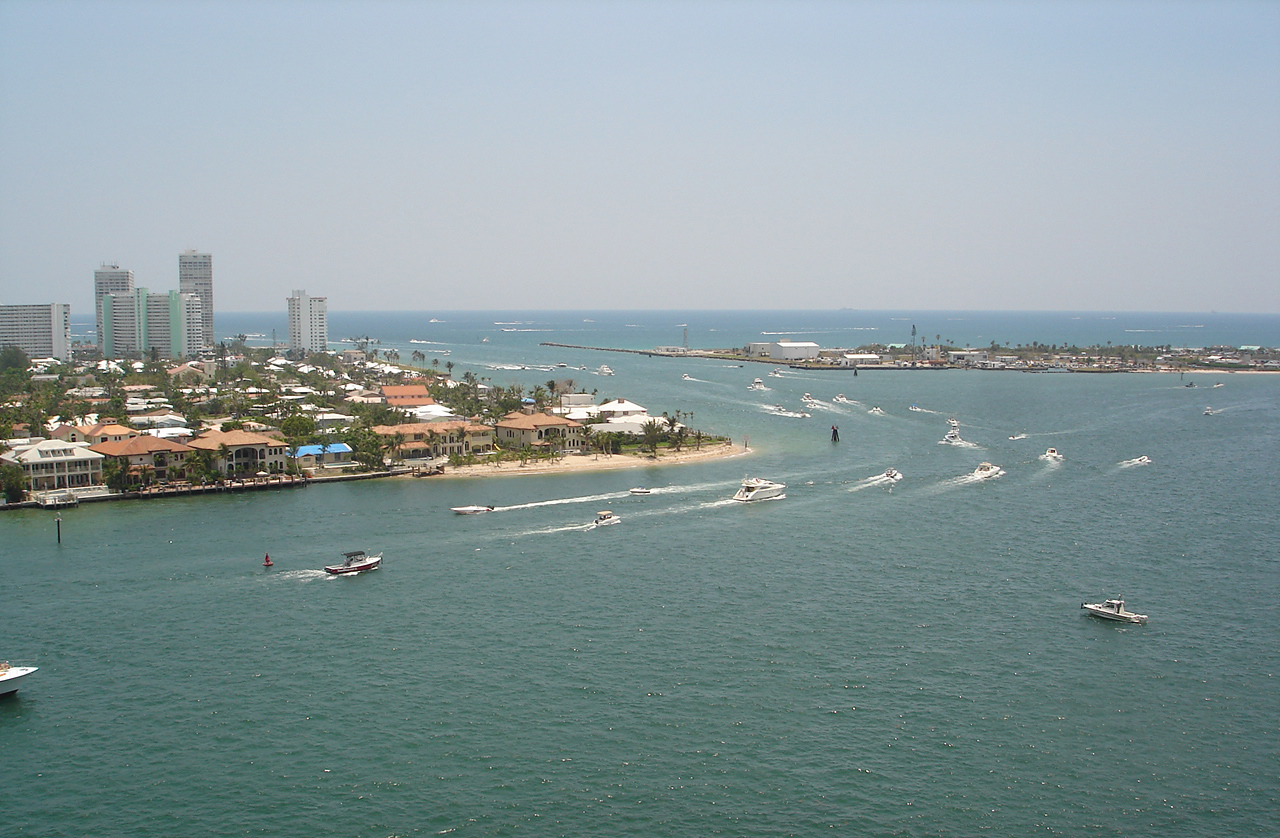
Port Everglades, canal de entrada y John U. Lloyd Beach Park en Dania Beach, Florida

## Influencia en el condado de Broward

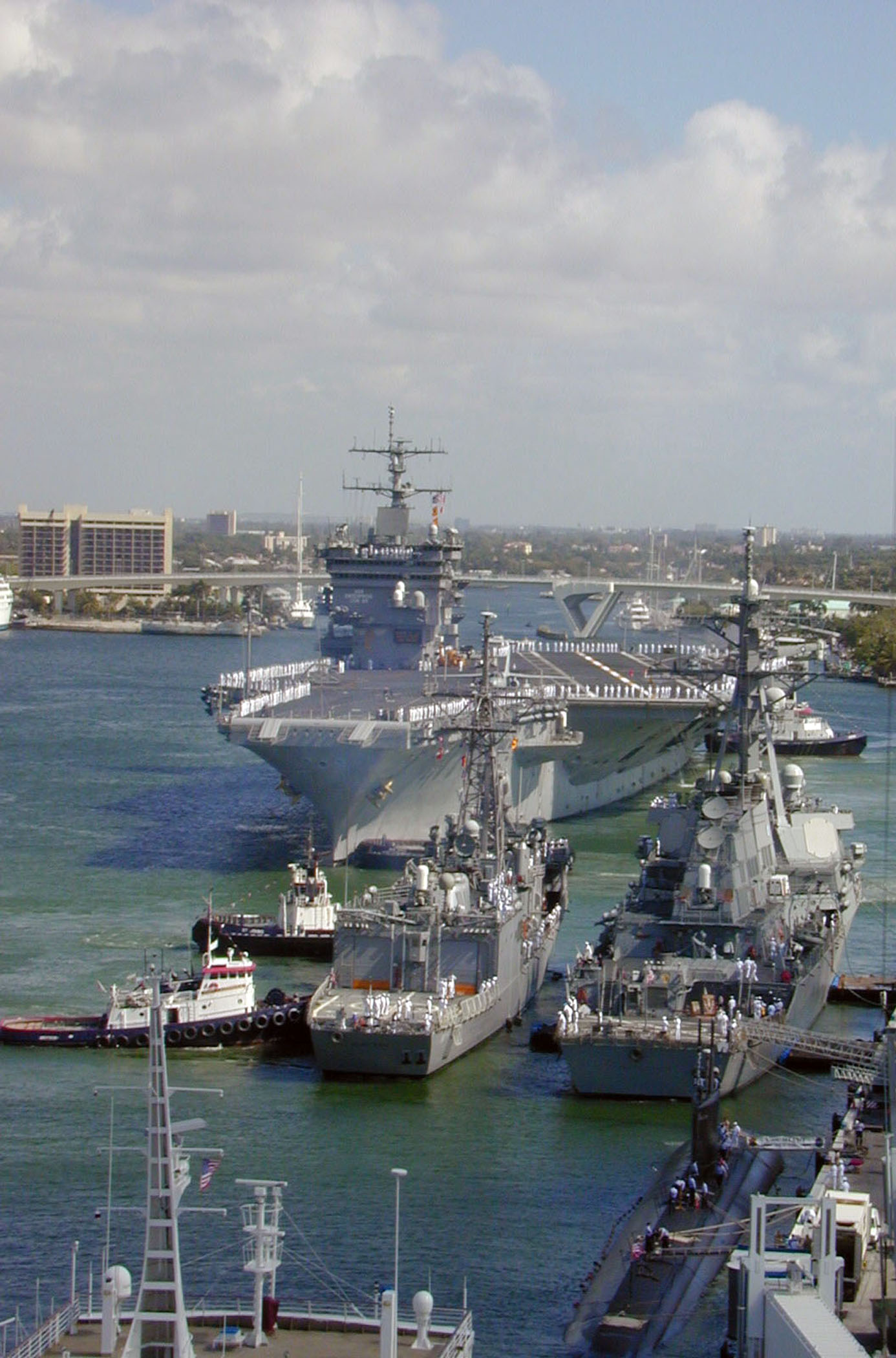
USS Enterprise (CVN 65) Se prepara para amarrar en el puerto de Everglades.

Port Everglades tiene un gran impacto económico en el condado de Broward. En 2017, el Puerto generó más de $ 30 mil millones en actividad comercial y más de 224,000 empleos en todo el estado de Florida. 
Port Everglades es el segundo puerto más grande de Estados Unidos para enviar mercancías a Cuba. 
Hay algunos hoteles influenciados por el tráfico turístico del puerto. El Rodeway Inn & Suites Fort Lauderdale Airport y Port Everglades Cruise Port, ubicado en Marina Mile, están cerca del puerto. Se considera una opción asequible para los cruceros, y ofrece estacionamiento y transporte gratuitos. 
El hotel Embassy Suites by Hilton Fort Lauderdale 17th Street es un hotel de precio medio que también recibe tráfico de cruceros. 